# Innowacja biznesowa
Innowacja biznesowa (od łac. innovatio, czyli odnowienie) – nowa, wprowadzona przez człowieka, wartość lub jakość dotycząca celów lub sposobów ich realizacji mająca zastosowanie w działalności gospodarczej.
Inne sformułowanie definicji mówi, że innowacja jest to wynik wszystkich działań o charakterze naukowym, technicznym, organizacyjnym, finansowym i komercyjnym, które rzeczywiście doprowadziły lub miały w zamierzeniu doprowadzić do wdrożenia zmian w zakresie produktów, procesów, organizacji, marketingu.

## Ujęcia definicyjne – wąskie i szerokie
1. Ujęcie wąskie (absolutne) traktuje innowację wyłącznie jako pierwsze w skali świata zastosowanie nowego rozwiązania (produktu, procesu, rynku lub źródła surowców). Klasycznym reprezentantem jest J. A. Schumpeter, który po odróżnieniu wynalazku od innowacji uznał wszystkie późniejsze wdrożenia za imitacje, pozbawione waloru innowacyjności [2]. Podejście to podzielali m.in. E. Mansfield i Ch. Freeman, wskazując, że ekonomiczny rentowny efekt osiąga tylko pierwotny pionier rynku [3][4] [5].
2. Ujęcie szerokie (względne) uznaje innowacją każdą zmianę nową co najmniej dla danego podmiotu lub rynku, niezależnie od jej globalnej unikalności. Tak interpretują to pojęcie m.in. Ph. Kotler („innowacja jest tym, co ktokolwiek postrzega jako nowe”), A. Pajestka czy P. Drucker, łącząc innowacje z twórczym przełamywaniem dotychczasowych praktyk organizacyjnych i rynkowych [6]  [7]. Współczesny Oslo Manual 2018 doprecyzowuje, że innowacją jest wdrożony produkt, proces lub metoda znacząco różniąca się od poprzednich w skali samego przedsiębiorstwa – co otwiera drogę do pomiaru innowacyjności w ujęciu porównawczym OECD i UE [8] [9].

Spektrum między tymi skrajnościami dobrze ilustruje najnowszy przegląd literatury, który pokazuje, że definicje spotykane w badaniach sytuują się na kontinuum od „absolutnej nowości” po „każdą wdrożoną zmianę postrzeganą jako wartościowa”  . W praktyce badawczej przyjmuje się więc, że innowacja to wdrożona nowość, której skala odniesienia zależy od celu analizy – od mikro‑ (firma) do makropoziomu (gałąź, gospodarka).

## Triada Schumpetera
J. A. Schumpeter porządkował zjawiska innowacyjne w sekwencji „wynalazek → innowacja → imitacja”, podkreślając jednorazowy („zdarzeniowy”) charakter właściwej innowacji i ciągły charakter jej późniejszego rozpowszechniania.

## Obszary
Innowacja biznesowa może dotyczyć przede wszystkim obszarów:
- wizji firmy – strategii i celów korporacji
- techniki
  - fizycznych cech produktu (innowacja konstrukcyjna)
  - sposobu wytwarzania produktu (innowacja technologiczna)
- marketingu i sprzedaży
  - zastosowania produktu (nowe zastosowanie lub nowi odbiorcy znanego produktu)
  - sposobów dostarczenia korzyści dla użytkowników
    - zakres obsługi (dodatkowe korzyści, np. serwis, finansowanie, logistyka dostaw)
    - sposób obsługi (zmieniony standard/kultura relacji z nabywcami i użytkownikami)
- organizacji firmy (struktur, procesów, ładu społecznego).

## Charakter, zakres i skutki
Podział 1: Czy innowacja jest faktyczną nowością?
- rzeczywisty, gdy jest to pierwsze w świecie rozwiązanie (przedsięwzięcie, projekt) o określonym charakterze (przykład: Wielki Zderzacz Hadronów – innowacyjny projekt badawczy w fizyce cząstek),
- pozorny, gdy nowość stanowi naśladownictwo, „zapożyczenie” (benchmarking) rozwiązań z innych dziedzin życia, branż lub państw, przykład: Coca-Cola jako pochodna mikstury aptekarskiej.

Podział 2:
Ze względu na zakres i skutki wprowadzonych zmian można mówić o innowacjach:
- inkrementalnych (ang. incremental), odpowiadających diagnostycznemu podejściu do organizacji i projektowania systemów,
- rewolucyjnych (ang. radical), odpowiadających podejściu prognostycznemu.

Podział 3:
Ewolucja pod wpływem zmian innowacyjnych może mieć też charakter:
- liniowy (kolejne generacje samochodu, marki X) lub
- nieliniowy, skokowy (wynalezienie samochodu).

Ocena liniowego bądź skokowego zakresu zmian zależy od skali odniesienia. Na przykład pojawienie się którejś z kolei generacji któregoś typu samolotu jednego z producentów na wyspach Polinezji w trakcie II wojny światowej było marginalnym incydentem w branży lotniczej (brak cech innowacji), ale stało się rewolucją o charakterze religijno-kulturowym dla niektórych plemion. Na gruncie teorii zjawisko to jest rozpatrywane przez socjologię (por. innowacja w znaczeniu socjologicznym).

## Modele powstawania
W teorii ekonomii ze względu na mechanizm pobudzania do innowacji rozróżniamy trzy typy powstania innowacji: innowacje podażowe, popytowe i stymulowane bezpośrednio przez potrzeby.

### Koncepcja popytowa
Innowacje popytowe określamy też jako innowacje „ciągnione”, „ssane”, lub stymulowane przez popyt. Stymulowanie innowacji przez popyt polega na tym, że jednostki gospodarcze, dążąc do maksymalizacji zysku za pomocą zaopatrzenia rynku w dobra, których produkcja dotychczas nie była znana albo nie odpowiadała w pełni potrzebom lub była zbyt droga, starają się usunąć te przeszkody w zaspokajaniu potrzeb nabywców dzięki odpowiedniej innowacji. Droga do innowacji może prowadzić w tym wypadku przez podjęcie stosownych badań i dokonanie wynalazku odpowiadającego zamówieniu społecznemu, albo na wyszukaniu gotowego już wynalazku, którego rozwinięcie i wdrożenie będzie prowadzić, do innowacji, na którą dostrzeżono popyt. Możliwe jest wreszcie wykorzystanie dyfuzji innowacji, to znaczy imitacji rozwiązań już gdzieś zastosowanych.
W modelu zbudowanym przez Schmooklera wyznaczono cztery sposoby zaspokajania popytu rynkowego, będącego pierwotnym czynnikiem tworzenia nowych wyrobów. Pierwszy prowadzi do zaspokojenia popytu z użyciem istniejących urządzeń; drugi – z użyciem istniejących technik, a także przez inwestowanie w urządzenia dodatkowe. Dwa pozostałe sposoby są właściwie ścieżkami innowacyjnymi; różnią się między sobą tylko pod względem inwestycji w dziedzinie badań i rozwoju. Wiedza techniczna (według Schmooklera) rozwija się przede wszystkim w kierunkach określonych przez potrzeby człowieka. Głównym czynnikiem przesądzającym o pojawieniu się nowego produktu jest rozwój potencjalnego popytu na takie rozwiązanie.

### Koncepcja podażowa
Mechanizm pobudzania innowacji podażowych ma charakter zewnętrzny w stosunku do gospodarki i jest następstwem odkryć, wynalazków i pomysłów stymulowanych przez rozwój nauki i techniki. Działanie tego mechanizmu polega na tym, że uczeni i twórcy nowej techniki dokonują odkryć i wynalazków pod wpływem dociekliwości badawczej i predyspozycji twórczych oraz indywidualnej potrzeby osiągnięć i służenia wyższym celom nauki. Następnie ci sami twórcy lub inni entuzjaści tych wynalazków, dostrzegający tkwiącą w nich możliwość zaspokojenia ludzkich potrzeb, także takich, które jeszcze nie zostały ukształtowane, dokonują innowacji. Mechanizm podażowy innowacji jest również określany jako mechanizm „tłoczenia”, popychania lub stymulowania innowacji przez rozwój.
Poglądy przypisujące główne lub wyłączne znaczenie w powstawaniu innowacji mechanizmowi stymulowania ich przez rozwój są bliskie teoriom ekonomicznym traktującym postęp techniczny jako autonomiczny czynnik rozwoju, podlegający własnym prawom i oddziałujący na gospodarkę jako siła zewnętrzna. Występowanie tego typu innowacji stwierdza się zwłaszcza w okresie wielkich, epokowych przewrotów w technice, dostarczających jakościowo nowych dóbr, wywołujących powstanie nieznanych dawniej potrzeb.
Podstawy ujęcia podażowego stworzył Joseph Schumpeter. Opracował on w 1912 roku model działalności innowacyjnej, w którym nacisk położył na dopływ nowych pomysłów i idei spoza nauki do przedsiębiorstw, których klasycznym zadaniem jest wdrażanie innowacji. W latach późniejszych, w miarę zachodzenia przemian w przemyśle, Schumpeter opracował drugą wersję modelu.
W modelu tym Schumpeter położył nacisk na tak zwaną naukę wewnętrzną, czyli na własne zakłady badawcze i laboratoria przedsiębiorstw wdrażających innowacje. Nauka zewnętrzna (jednostki naukowo-badawcze poza przemysłem), będąca tu elementem otoczenia, ma mały wpływ na wdrażanie innowacji, niemniej wymienia informacje z placówkami innowacyjnymi wewnątrz modelu. Siłą napędową tworzenia innowacji są procesy zarządzania.

### Innowacje stymulowane bezpośrednio przez potrzeby
Innowacje „ciągnione” albo stymulowane bezpośrednio przez potrzeby przypominają pod pewnymi względami innowacje popytowe, ale potrzeby ludzkie nie są tutaj rejestrowane za pośrednictwem rynku, ponieważ go nie ma lub jego działanie jest ułomne. W związku z tym potrzeby nie manifestują się w popycie, lecz są wyrażane bezpośrednio w jednostkach fizycznych i oceniane według preferencji określanych przez ośrodki decyzyjne w danej organizacji.
Rozwój tego typu innowacji jest oparty na dwóch podstawach. Pierwszą z nich jest istnienie takich dóbr i usług, których podział dokonuje się z całkowitym albo częściowym pominięciem rynku, wskutek czego potrzeby ludzkie nie mogą ani całkowicie, ani częściowo wyrażać się poprzez rynek. Nie ma więc innych dróg oddziaływania gospodarki na proces powstawania innowacji jak tylko za pomocą bezpośredniej rejestracji potrzeb i pozarynkowych metod ustalania preferencji społecznych. Drugą podstawą tego typu innowacji jest pozarynkowy mechanizm regulacyjny działający wewnątrz różnych organizacji. Może nią być państwo, przedsiębiorstwo lub inna struktura posiadająca centralny ośrodek decyzyjny. Wewnątrz każdej takiej organizacji są sfery regulowane poprzez nakazy, anie rynek, nawet jeśli organizacja działa w warunkach gospodarki rynkowej i jej produkty trafiają na rynek.
Do typowych innowacji stymulowanych bezpośrednio przez potrzeby należą niektóre rozwiązania w dziedzinach ochrony środowiska, zdrowia, obronności kraju itp.

## Społeczny wymiar innowacji
Innowacje powstają jako wynik ludzkiej kreatywności, zaś ich zastosowanie zależy od innych ludzi: nabywców bądź użytkowników. Stąd proces rozprzestrzeniania się innowacji ma charakter społeczny, w którym występują co najmniej następujący interesariusze: innowator, inicjator, popularyzator, decydent, menadżer i beneficjent.
Charakterystyczną dla innowacji cechą są opory przeciwko zmianom, wynikające z pojawienia się informacji, że innowacyjne zmiany: mogą nastąpić, nastąpią lub nastąpiły. Celem oporu jest powstrzymanie procesu zmian w dowolnej fazie, często bez tzw. „racjonalnych” przesłanek.
Skrajną formą oporu jest luddyzm, prowadzący w okresie rewolucji przemysłowej (1811-1817) do niszczenia maszyn przez robotników i rzemieślników. Również współcześnie występują zjawiska sabotażu gospodarczego i sabotowania czyichś pomysłów.